# Ярыгин, Тимофей Никитич
Тимофе́й Ники́тич Яры́гин (20 февраля 1867 — после 1917) — крестьянин, член Государственной думы IV созыва от Ставропольской губернии.

## Биография
Крестьянин села Верхний Любаж Нижне-Реутской волости Фатежского уезда Курской губернии. Окончил одногодичное министерское земское училище. В 1883 году переехал в село Прасковея Ставропольской губернии. С 1883 по 1908 год был приказчиком в торговых предприятиях. Занимался торговлей в городе Святой крест и в селе Прасковея. С 1905 года состоял в местном раскладочном присутствии по промысловому налогу. В 1909 году организатор и первый председатель Прасковейского общества взаимного кредита. Инициатор открытия прасковейского общественного собрания. Состоял почётным блюстителем двуклассного Прасковейского министерского училища.  В момент выборов в Думу (1912) в политических партиях не состоял. Владелец торговли с доходом около 7 тысяч рублей в год. 

### В Государственной Думе
21 октября 1912 года был избран в Государственную думу IV созыва от 1-го съезда городских избирателей Ставропольской губернии. Вошёл в состав фракции Центра. Состоял членом думских комиссий по исполнению государственной росписи доходов и расходов; по вероисповедальным вопросам; по рабочему вопросу; по местному самоуправлению; по торговле и промышленности; о мерах к прекращению ненормального вздоражания предметов первой необходимости и бюджетной комиссии. Вошёл в состав Прогрессивного блока.
Дальнейшая судьба и дата смерти неизвестны.

## Семья
- Жена[1] — имя?

## Адреса
- 1915—1917 — Петроград, Таврическая ул., 31[3]

### Архивы
- Российский государственный исторический архив. Фонд 1278. Опись 9 Дело 999; Дело 1348, Л. 50.